# Flower Travellin’ Band
Flower Travellin’ Band (FTB) (japanisch フラワー・トラベリン・バンド, Furawā Toraberin Bando) war eine japanische Rockband, die Ende der 1960er Jahre gegründet wurde. Sie veröffentlichte von 1970 bis 1973 vier Alben und nach langer Pause 2008 ein letztes Album. Nach dem Tod des Sängers Joe Yamanaka 2011 löste sich die Band endgültig auf.

## Bandgeschichte
1968 gründete der japanische Schauspieler und Sänger Yuya Uchida eine Band namens Flowers, die 1969 als „Yuya Uchida & the Flowers“ ein Album mit Cover-Versionen von westlichen Rock- und Popmusik-Songs unter anderem von Cream, Janis Joplin und Jimi Hendrix veröffentlichte. Die Band löste sich auf, und Produzent Uchida gründete die Flower Travellin’ Band. Die Band ging 1970 nach Kanada und veröffentlichte ihr erstes Album Anywhere, diesmal mit Cover-Versionen von Muddy Waters, The Animals, Black Sabbath und King Crimson. In der Musik der neuen Band spielten Gitarrist Hideki Ishima, der sich auch mit Sitar-Spiel beschäftigte, und Sänger Joe Yamanaka tragende Rollen und entwickelten ab dem Folgealbum Satori den Sound der Band zu einer sehr eigenen, japanischen Variante des Hard Rocks weiter.
In Kanada trat die Band zum Teil vor zehntausenden Zuschauern auf, unter anderem als Vorgruppe für die kanadische Band Lighthouse sowie für Emerson, Lake and Palmer, ihre Single Satori (Pt.1/Pt. 2) erreichte die kanadischen Top 10.
1973 kehrte Flower Travellin’ Band nach Japan zurück, es folgte die Veröffentlichung des Doppel-Albums Make Up mit Studio- und Live-Aufnahmen. Bald darauf stellte die Band ihre Aktivitäten ein. 2007 erfolgte eine Wiedervereinigung, mehrere Tourneen und 2008 das Album We are here. 2010 wurde bei Sänger Joe Yamanaka Lungenkrebs diagnostiziert, er verstarb 2011.

## Rezeption
Die Musik des Albums Satori wurde 2002 als Soundtrack des japanischen Gangster-Films Deadly Outlaw Rekka verwendet.
2007 veröffentlichte Julian Cope ein kultur- und musikhistorisch orientiertes Buch, Japrocksampler: How the Post-war Japanese Blew Their Minds on Rock ’n’ Roll. Sein Umschlagbild ist das Photo vom Cover des FTB-Debütalbums Anywhere, das die Bandmitglieder nackt auf Motorrädern zeigt. Das Buch enthält ein ca. 20-seitiges Kapitel über FTB.

## Diskografie
- Anywhere (1970)
- Satori (1971)
- Made in Japan (1972)
- Make Up (1973)
- The Times: May 1971–April 1974 (1975), Best-of-Album
- We Are Here (2008)